# Oncholaimus rotundicaudatus
Oncholaimus rotundicaudatus is een rondwormensoort uit de familie van de Oncholaimidae. De wetenschappelijke naam van de soort is voor het eerst geldig gepubliceerd in 1959 door Allgén.